# Raphelengius

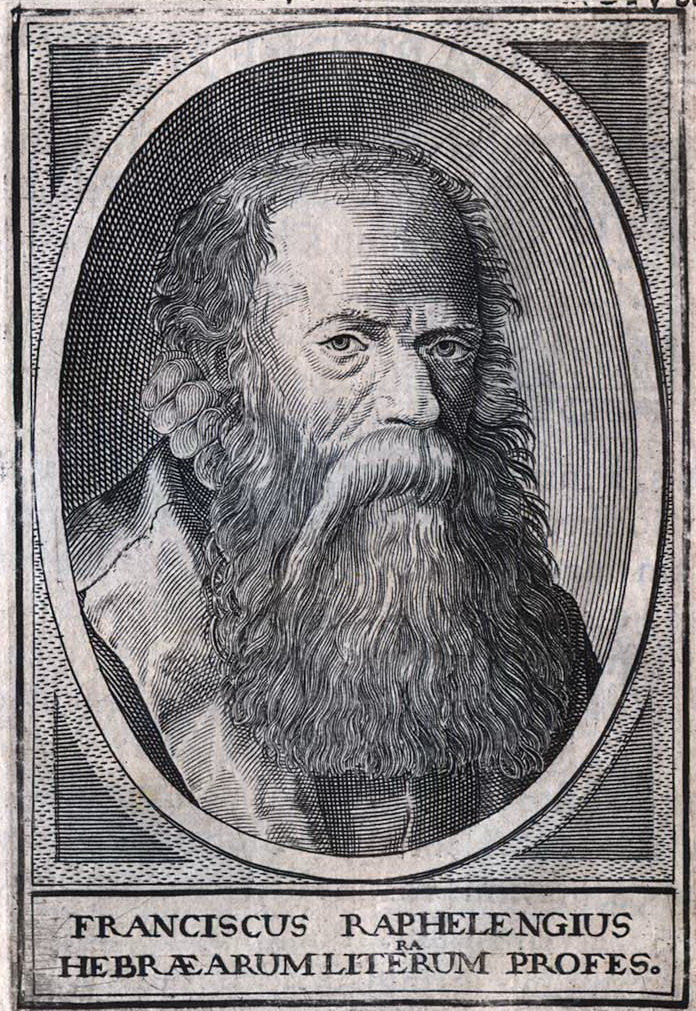
Franciscus Raphelengius

Raphelengius war eine Buchdruckerfamilie im 16. und 17. Jahrhundert. Der Familienname ist die latinisierte Form des niederländischen Familiennamens van Ravelingen, benannt nach dem flämischen Ort Ravelingen, heute ein Ortsteil der belgischen Hafenstadt Ostende. 
Der Stammvater, Franciscus Raphelengius der Ältere (1539–1597), übernahm die Leitung der Niederlassung des Christoffel Plantijns Verlages in Leiden im Jahre 1585. Die drei Söhne –  Christoph (1566–1600), Franciscus (1568 – um 1643) und Justus (1573–1628) – leiteten den Verlag nach dem Tode des Vaters bis um das Jahr 1619.
Alle vier waren Kenner der orientalischen Sprachen und gaben eigene Bücher heraus.